# Deportazione degli ebrei dalla Slovacchia del 1938
Dal 4 al 7 novembre 1938 migliaia di ebrei furono deportati dalla Slovacchia verso il confine con l'Ungheria. In seguito alle acquisizioni territoriali ungheresi legate al Primo arbitrato di Vienna del 2 novembre, gli ebrei slovacchi furono accusati di favorire l'Ungheria. Con l'aiuto di Adolf Eichmann, i leader del Partito popolare slovacco pianificarono la deportazione poi portata avanti dalla polizia e dalla guardia di Hlinka.
Molti dei deportati riuscirono a ritornare a casa nel giro di pochi giorni, più di 800 persone furono costrette a vivere per mesi nelle tendopoli vicino a Miloslavov, Veľký Kýr e Šamorín lungo il confine e alcuni gruppi rimasero fino a gennaio o febbraio 1939 lasciati esposti senza nessun riparo al rigido clima invernale. Le deportazioni furono un fiasco per la leadership del Partito popolare slovacco, peggiorarono la reputazione del paese e provocarono la fuga dei capitali degli ebrei che intendevano emigrare, ma furono il test per le deportazioni che sarebbero iniziate nel 1942 verso i ghetti e i campi di sterminio nella Polonia occupata dai tedeschi.

## Contesto storico
In seguito all'accordo di Monaco, in cui i Sudeti cecoslovacchi furono annessi alla Germania nazista, il partito popolare slovacco (HSĽS), già da tempo favorevole all'autonomia o all'indipendenza slovacca, annunciò unilateralmente l'autonomia della Slovacchia all'interno della Seconda Repubblica cecoslovacca. Il HSĽS fu un partito a carattere etno-nazionalista dotato di un organo paramilitare interno, la Guardia di Hlinka, alla pari del partito tedesco filo-nazista con la Freiwillige Schutzstaffel.
Jozef Tiso, prete cattolico e leader dell'HSĽS, divenne Primo Ministro della regione autonoma slovacca e aprì i negoziati con l'Ungheria a Komárno riguardo la linea di confine. La controversia fu risolta nel Primo arbitrato di Vienna dalla Germania nazista e dall'Italia fascista. Il 2 novembre 1938 all'Ungheria furono assegnate alcune terre della Slovacchia meridionale, compreso il 40% della terra coltivabile della Slovacchia e 270.000 persone che avevano dichiarato l'etnia cecoslovacca. Il 1º novembre, diversi ebrei furono arrestati durante una manifestazione filo-ungherese a Bratislava, che protestavano affinché la città fosse annessa all'Ungheria. Ciò esacerbò il precedente sentimento antisemita dell'HSĽS e fornì un pretesto per le azioni contro gli ebrei slovacchi.

## Pianificazione

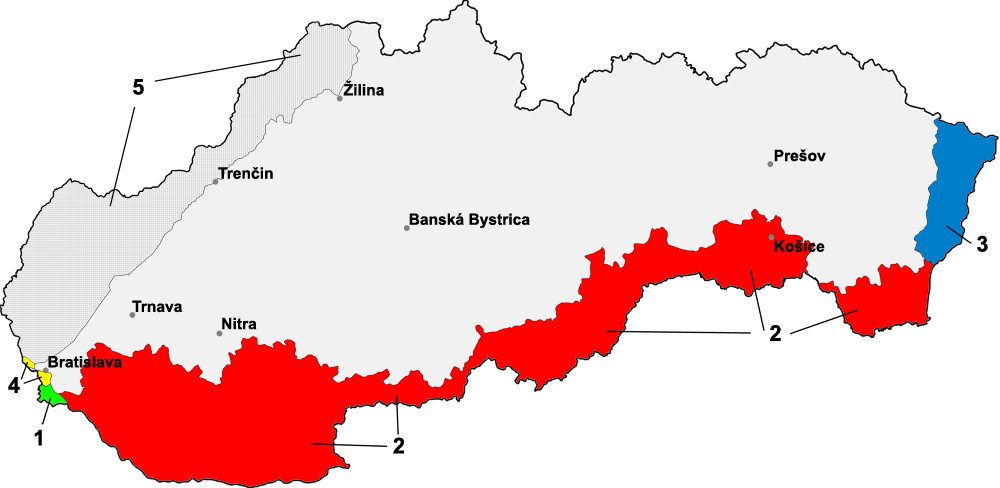
Il territorio in rosso fu annesso all'Ungheria nel novembre 1938.

Il 3 novembre, Adolf Eichmann incontrò diversi politici, tra cui: Jozef Faláth, membro del partito HSĽS, il capo della Guardia di Hlinka Jozef Kirschbaum, il comandante locale della Guardia di Hlinka Julius Janek, il corrispondente del quotidiano nazista Völkischer Beobachter Konrad Goldbach e il leader del partito tedesco Franz Karmasin. Faláth elaborò il piano per deportare gli ebrei presenti nel territorio ceduto, poi approvato da Tiso il 4 novembre probabilmente con l'approvazione anche di Ferdinand Ďurčanský e Alexander Mach.
Intorno a mezzogiorno del 4 novembre, Faláth si recò al quartier generale della polizia di Bratislava e telefonò ai dipartimenti di polizia di tutto il paese ordinando loro di iniziare un'operazione congiunta con la Guardia di Hlinka. Prima di mezzanotte, la polizia e le guardie trasferirono fisicamente gli ebrei "senza mezzi materiali" nel territorio che sarebbe stato poi ceduto all'Ungheria, con lo scopo di avere una "rapida soluzione al problema ebraico in Slovacchia". I deportati dovevano tenere le loro proprietà chiuse a chiave e ricevere solo cibo per un valore complessivo di 50 corone cecoslovacche (Kč). Poche ore dopo, gli ordini furono modificati per prendere di mira invece gli ebrei stranieri. Gli ebrei della Rutenia dei Carpazi o delle terre ceche dovevano essere rimpatriati con la forza nei loro luoghi di origine, gli ordini contraddittori aumentarono il caos e la confusione che accompagnarono la deportazione.
Secondo lo storico ceco Michal Frankl, gli organizzatori della deportazione si ispirarono all'espulsione degli ebrei polacchi dalla Germania avvenuta alla fine di ottobre, di cui Eichmann fu certamente a conoscenza e dove migliaia di ebrei polacchi furono deportati dalla Germania e contemporaneamente respinti dalla Polonia.

## Deportazione e detenzione
| Luogo di partenza | Numero di deportati |
| --- | ------------------- |
| Bánovce nad Bebravou | 62                  |
| Banská Štiavnica | 52                  |
| Bardejov | 110                 |
| Bratislava | 260                 |
| Giraltovce | 69                  |
| Hlohovec | 101                 |
| Humenné | 123                 |
| Kežmarok | 237                 |
| Michalovce | 292                 |
| Nitra | 205                 |
| Nové Mesto nad Váhom | 76                  |
| Piešťany | 101                 |
| Poprad | 228                 |
| Prešov | 197                 |
| Sabinov | 143                 |
| Snina | 99                  |
| Spišská Stará Ves | 95                  |
| Sobrance | 102                 |
| Topoľčany | 67                  |
| Trenčín | 84                  |
| Zlaté Moravce | 83                  |
| Žilina | 106                 |
| In Nižňansky, Slneková: omette la cifra di 4.000 ebrei del distretto di Bratislava e le quantità inferiori a 50 persone. |                     |

Dal 4 al 7 novembre furono deportati tra i 4.000 e i 7.600 ebrei, in un'operazione caotica simile a un pogrom, alla quale parteciparono la Guardia di Hlinka, la Freiwillige Schutzstaffel e il Partito tedesco. Le vittime furono radunate, caricate sugli autobus e lasciate oltre il nuovo confine. Circa 260 furono stranieri, come nel caso degli ebrei austriaci fuggiti in Cecoslovacchia in seguito all'Anschluss: la maggior parte dei deportati furono ebrei con cittadinanza polacca ma di fatto apolidi perché privati della nazionalità polacca mentre vivevano all'estero. Tra le persone deportate figurano anche bambini piccoli, anziani e donne incinte.
I deportati subirono le intimidazioni della Guardia di Hlinka, furono avvertiti che la loro presenza in Slovacchia era indesiderata e che sarebbero stati sanzionati penalmente se avessero tentato di tornare: nonostante tutto, la maggior parte dei deportati ignorarono l'avvertimento e tornarono a casa, cosa che non fu autorizzata ma tranquillamente tollerata.
Spesso lo zelo della Guardia di Hlinka fu tale che continuarono le azioni anche dopo che l'ordine fu annullato: gli ebrei di Vranov nad Topľou furono espulsi il 7 novembre; quattro ebrei che tentarono di tornare a Banská Bystrica furono nuovamente deportati, mentre il 70% dei 292 ebrei deportati da Michalovce rientrarono entro il 19 novembre. Nel frattempo, gli ebrei con un patrimonio netto di oltre 500.000 Kč furono arrestati per impedire la fuga dei loro capitali.
Gli ebrei con cittadinanza straniera, ad eccezione di quelli di nazionalità tedesca, ungherese e romena (che all'epoca costituivano la maggior parte degli ebrei con cittadinanza straniera in Slovacchia) furono esentati dalla deportazione. Gli arresti non impedirono l'impennata della fuga di capitali, e l'Ungheria rifiutò di ammettere gli ebrei deportati, per questo motivo Tiso annullò l'operazione il 7 novembre 1938.
I deportati furono tenuti nelle tendopoli improvvisate a Miloslavov e Veľký Kýr sul nuovo confine slovacco-ungherese nonostante il clima invernale. I campi furono situati nella fascia neutrale larga 3 chilometri tra i due paesi, oltre un'ulteriore zona smilitarizzata di 1,5 chilometri sul lato slovacco: nessuno dei due paesi si assunse la responsabilità della situazione, incolpandosi reciprocamente. Miloslavov si trovava su una strada vicino a Štvrtok na Ostrove a 250 metri dal nuovo confine. In entrambi i campi inizialmente non c'erano rifugi e soprattutto sia i bambini che gli anziani si ammalarono per il clima umido. A Miloslavov, le temperature per la prima settimana scesero fino a -5 °C prima che i deportati ottenessero un rifugio.
Heinrich Schwartz, rappresentante delle comunità religiose ortodosse, e Marie Schmolka, direttrice dell'HICEM di Praga, visitarono Miloslavov alla fine di novembre. Con l'aiuto delle organizzazioni ebraiche, i rifugiati ottennero cibo, alloggio e vestiario. Secondo una lettera del 29 novembre del presidente delle comunità religiose ortodosse, la popolazione di Veľký Kýr contava 344 abitanti, di cui 132 uomini, 73 donne e 139 bambini e Miloslavov ne aveva più di 300, di cui 120 uomini, 77 donne, e 105 bambini. Dei detenuti di Miloslavov, 197 erano apolidi, sebbene molti di questi vivessero nel paese da molti anni; sette dei deportati avevano la cittadinanza slovacca, trenta erano della Rutenia dei Carpazi, 28 erano originari della zona, 22 della Polonia e 38 della Germania. Un altro campo, a Šamorín, contava 190 persone: 108 uomini, 40 donne e 42 bambini.
Nella lettera il leader della comunità chiedeva che gli ebrei slovacchi potessero ritornare a casa e che gli altri ebrei fossero rilasciati in modo che potessero chiudere i loro affari e lasciare il paese, promettendo che gli ebrei non slovacchi si sarebbero trasferiti in altri centri o presso i loro parenti, e che tutte le spese necessarie sarebbero state sostenute dalla comunità ortodossa. Allo stesso tempo, i funzionari locali temevano che le tendopoli sarebbero diventate un ricettacolo da dove le malattie infettive avrebbero potuto diffondersi anche nelle vicine comunità slovacche. Per questo motivo, il 30 novembre fu imposta la quarantena a Miloslavov, cosa che impedì anche l'arrivo degli aiuti delle organizzazioni ebraiche. Le pessime condizioni nei campi furono condannate dal Regno Unito e dalla Francia facendo precipitare la reputazione internazionale della Slovacchia.

## Conseguenze ed effetti

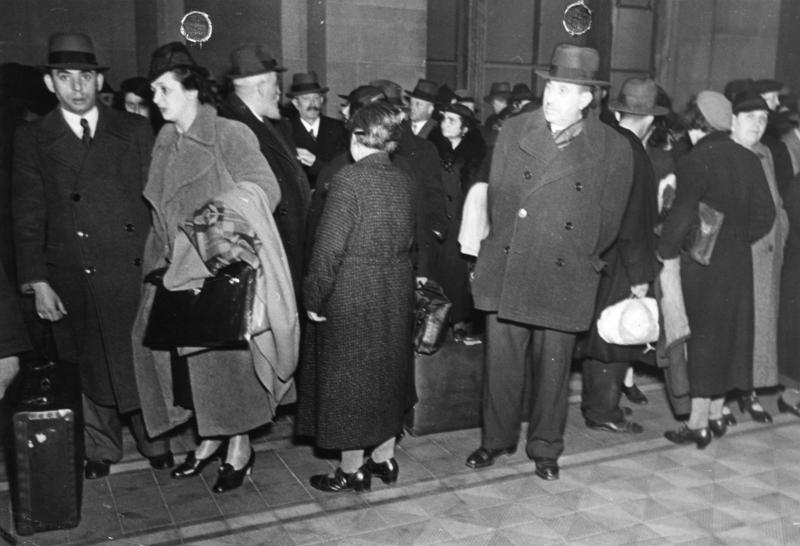
Ebrei polacchi espulsi da Norimberga.

All'inizio di dicembre, le autorità ungheresi espulsero diverse centinaia di ebrei con cittadinanza straniera, sebbene gli ebrei cecoslovacchi della Slovacchia meridionale fossero di fatto trattati come cittadini ungheresi. L'8 dicembre, le autorità slovacche inviarono un altro ordine in modo che la deportazione degli ebrei non fosse effettuata in massa ma caso per caso e in linea con la legge cecoslovacca. Gli ebrei provenienti da altri paesi (come la Polonia o le terre ceche) dovevano essere rimpatriati mentre gli ebrei apolidi furono imprigionati nei campi lungo il confine. Sebbene questi ordini non fossero espliciti, fu implicito che alla maggior parte degli ebrei deportati con cittadinanza cecoslovacca sarebbe stato permesso di ritornare a casa, i restanti deportati furono per lo più apolidi. A Veľký Kýr questa prassi iniziò a partire dal 12 dicembre.
Il 19 dicembre, 118 deportati a Miloslavov furono trasferiti alla locanda Kühmeyer (periferia di Bratislava, zona di Červený Most) e quindi in un'ex fabbrica di munizioni a Patrónka, dove secondo Aron Grünhut rimasero fino alle deportazioni del 1942. Secondo i documenti dell'Archivio nazionale slovacco, molti ebrei di Miloslavov riuscirono a emigrare mentre gli altri furono deportati di notte in Ungheria nel gennaio 1939. Il 21 febbraio 1939, 158 ebrei furono liberati da Veľký Kýr, ma non è chiaro quando il campo fu chiuso.
Insieme all'espulsione degli ebrei polacchi a ottobre e all'espulsione degli ebrei dalle aree annesse da parte dell'Ungheria nel 1938, le deportazioni slovacche furono le prime nell'Europa centrale. Ci furono espulsioni anche dopo l'Anschluss, l'annessione dei Sudeti e la Notte dei cristalli. Spaventati, molti ebrei slovacchi cercarono di trasferire le loro proprietà all'estero e tentarono di emigrare. Durante l'inverno, molti ebrei rifugiati dalla Germania e dall'Austria riuscirono a lasciare il paese. Tra il dicembre 1938 e il febbraio 1939 furono trasferiti illegalmente più di 2,25 milioni di corone nelle terre ceche, nei Paesi Bassi e nel Regno Unito; ulteriori importi sono stati trasferiti legalmente. Le deportazioni ridussero gli investimenti britannici, aumentando la dipendenza dal capitale tedesco. Servirono anche come prova generale per le deportazioni del 1942, in cui due terzi degli ebrei slovacchi furono deportati nei ghetti e nei campi di sterminio nella Polonia occupata.

## Interpretazioni
Nella storiografia slovacca, le deportazioni sono presentate come il risultato del cinico opportunismo della leadership di HSĽS, che cercò di rendere gli ebrei il capro espiatorio per il proprio fallimento in politica estera. Lo storico americano James Mace Ward sostiene che il ruolo avuto dalle relazioni tra Ungheria e Slovacchia nella deportazione fu ignorato dalla letteratura. Secondo Ward, la causa principale della deportazione fu che gli ebrei slovacchi furono percepiti come una minaccia della sicurezza e fedeli al nemico, sia dagli ungheresi che dagli slovacchi.
Michal Frankl ha commentato che la deportazione degli ebrei più poveri e l'arresto di quelli ricchi riflettevano due correnti di antisemitismo che rappresentavano gli ebrei (Ostjuden) come stranieri e poveri da un lato e come ricchi sfruttatori economici degli slovacchi dall’altro.

### Approfondimenti
- Michal Frankl, Cast Out of Civilized Society: Refugees in the No Man’s Land between Slovakia and Hungary in 1938, in Places, Spaces, and Voids in the Holocaust, Wallstein Verlag, 2021,  pp. 55-86, ISBN 978-3-8353-3952-1.
- (SK) Eduard Nižňanský, Deportácie Židov v novembri 1938 zo Slovenska v hláseniach styčných dôstojníkov, in Studia Historica Nitriensia, vol. 7, 1998,  pp. 259-285, ISBN 80-8050-227-7.
- (SK) Eduard Nižňanský, Prvé deportácie židov z územia Slovenska v novembri 1938 a úloha Jozefa Falátha a Adolfa Eichmanna, in Židovská komunita na Slovensku medzi československou parlamentnou demokraciou a slovenským štátom v stredoeurópskom kontexte, Prešov, Universum, 1999, ISBN 978-80-967753-3-0.
- (EN) Leslie Waters, Borders on the Move: Territorial Change and Ethnic Cleansing in the Hungarian-Slovak Borderlands, 1938-1948, Boydell & Brewer, 2020, ISBN 978-1-64825-001-9.